# Linköping-Saabs flygplats
Linköping-Saabs flygplats (IATA: LPI, ICAO: ESSL), även kallad Linköping City Airport, är en internationell flygplats centralt belägen i Linköping. Den 1 april 2013 övertog Linköpings kommun den civila driften av flygplatsen, medan Saab äger den övriga flygverksamheten. Flygplatsbolaget Linköping City Airport AB är idag ett helägt dotterbolag till Linköpings Stadshus AB.

## Flygtrafik
KLM trafikerar Linköping-Amsterdam, Amsterdam-Schiphols flygplats, tre gånger dagligen med jetflygplan av typerna Embraer 175 och Embraer 190, flygtid 1:45 - 1:50. Under sommarsäsongen (juli - augusti) är trafiken är reducerad till två avgångar per dag.
Den 6 oktober 2008 startade Nextjet trafik till Kastrups flygplats efter att Skyways slutat trafikera linjen till Köpenhamn den 16 augusti samma år. Nextjet trafikerade denna sträcka med flygplanstypen SAAB 340. Flyget mellanlandade i Linköping på väg från Örebro flygplats och fortsätte sedan till Köpenhamn, och vice versa på vägen tillbaka, vilket innebar direktflyg till/från Köpenhamn.  I februari 2010 ökade Nextjet antalet avgångar på linjen till Köpenhamn, från två till tre dagliga avgångar, undantag helger då det endast fanns en avgång på söndagar.
Den 30 mars 2014 började SAS Scandinavian Airlines trafikera Linköping - Köpenhamn för första gången. Linjen flögs då en gång per dag med nya atr 72-600 som man hyrde in från danska Jet Time. I februari 2014 slutade Nextjet trafikera Linköping - Köpenhamn. Sedan 18 januari 2017 trafikerar inte längre SAS Scandinavian Airlines sträckan Linköping - Köpenhamn.
Det går inte längre flyg till Arlanda. Linjen fanns i många år men upphörde den 25 oktober 2008 då Skyways slutade trafikera flygplatsen.
Den 1 maj 2009 startade Airbaltic flygningar till Riga i Lettland. Flygplanstyperna Boeing 737 och Fokker 50 användes och trafikerade linjen med fyra avgångar i veckan. Under maj 2009 utökade airBaltic sin trafik till och från Linköping genom två linjer till Bergen och Stavanger i Norge, med en respektive tre avgångar i veckan. I slutet av september 2009 upphörde Airbaltic med alla flygningar till/från Linköping. [källa behövs]
Med början 2015 flög Czech Airlines till Prag från Linköping under juli och augusti. Linjen trafikerades av ATR 72-500/ATR 72-600. Flygtiden Linköping-Prag var på dessa flighter 2:30. Czech Airlines har sedan dess upphört med alla flygningar till/från Linköping.
Linköpings flygplats blev den tredje flygplatsen i Sverige med fjärrstyrd flygtrafikledning under 2019. Därmed sköts flygtrafikledningen för flygplatsen från Sundsvall. Flygplatsen använder teknik utvecklad av SAAB.
Flygplatsen förlängde mellan åren 2019 och 2022 landningsbanan 600 meter samt flyttade den i sydostlig riktning för att minska bullerstörningarna i Linköping. Vidare breddades banan till 45 meter som är internationell standard. I början av juni 2020 stod det klart att Peab fick i uppdrag att av Saab flytta och bredda den befintliga start- och landningsbanan.

### Flygbolag och destinationer
| Flygbolag | Destinationer |
| --------- | ------------- |
| KLM       | Amsterdam     |

## Allmänflyg
Utöver trafikflyg trafikeras Linköping-Saabs flygplats även av allmänflyg, d.v.s. affärs-, privat- och fritidsflyg.
I Linköping finns en av landets största flygklubbar, Linköpings flygklubb (LFK), med cirka 350 medlemmar och med en flotta bestående av åtta plan.
Östgötaflyg är ett företag helägt av Linköpings Flygklubb som erbjuder flera olika flygtjänster, inklusive reklamflyg, fotoflyg och viltinventering.
I juli 2009 blev den första etappen av General Aviation Center färdig.

## Marktransport
- Stadsbuss går regelbundet till och från hållplatser med gångavstånd till terminalen (se Östergötatrafikens tidtabeller).
- Taxi och flygtaxi (förbokas) finns att tillgå[13].
- Hyrbil finns att tillgå (firmor: Europcar och Avis samt Hertz och Sixt).
- Parkering för egen bil finns att tillgå, korttids- och långtidsparkering (båda är avgiftsbelagda). Laddstationer för elbilar finns på den nedre långtidsparkeringen.

## Faciliteter på flygplatsen
I flygplatsens entréhall finner man restaurangen Skyline, där man kan fika eller äta lunch eller à la carte. Dessutom erbjuds kaffemaskiner och försäljning av varor vid gaterna samt kostnadsfritt wifi.

## Passagerarstatistik
| Passagerarstatistik – Linköping-Saabs flygplats                                                                             | Passagerarstatistik – Linköping-Saabs flygplats | Passagerarstatistik – Linköping-Saabs flygplats | Passagerarstatistik – Linköping-Saabs flygplats | Passagerarstatistik – Linköping-Saabs flygplats |
| --- | ----------------------------------------------- | ----------------------------------------------- | ----------------------------------------------- | ----------------------------------------------- |
| |                                                 |                                                 |                                                 |                                                 |
| År |                                                 |                                                 | Passagerare                                     |                                                 |
| 1997 | 1997                                            |                                                 | 73 032                                          | 73 032                                          |
| 1998 | 1998                                            |                                                 | 76 915                                          | 76 915                                          |
| 1999 | 1999                                            |                                                 | 88 864                                          | 88 864                                          |
| 2000 | 2000                                            |                                                 | 96 791                                          | 96 791                                          |
| 2001 | 2001                                            |                                                 | 88 920                                          | 88 920                                          |
| 2002 | 2002                                            |                                                 | 78 646                                          | 78 646                                          |
| 2003 | 2003                                            |                                                 | 67 106                                          | 67 106                                          |
| 2004 | 2004                                            |                                                 | 64 538                                          | 64 538                                          |
| 2005 | 2005                                            |                                                 | 65 939                                          | 65 939                                          |
| 2006 | 2006                                            |                                                 | 66 225                                          | 66 225                                          |
| 2007 | 2007                                            |                                                 | 72 011                                          | 72 011                                          |
| 2008 | 2008                                            |                                                 | 82 523                                          | 82 523                                          |
| 2009 | 2009                                            |                                                 | 78 424                                          | 78 424                                          |
| 2010 | 2010                                            |                                                 | 91 521                                          | 91 521                                          |
| 2011 | 2011                                            |                                                 | 103 150                                         | 103 150                                         |
| 2012 | 2012                                            |                                                 | 115 596                                         | 115 596                                         |
| 2013 | 2013                                            |                                                 | 116 567                                         | 116 567                                         |
| 2014 | 2014                                            |                                                 | 139 542                                         | 139 542                                         |
| 2015 | 2015                                            |                                                 | 157 346                                         | 157 346                                         |
| 2016 | 2016                                            |                                                 | 157 780                                         | 157 780                                         |
| 2017 | 2017                                            |                                                 | 142 957                                         | 142 957                                         |
| 2018 | 2018                                            |                                                 | 144 984                                         | 144 984                                         |
| 2019 | 2019                                            |                                                 | 144 585                                         | 144 585                                         |
| 2020 | 2020                                            |                                                 | 33 525                                          | 33 525                                          |
| 2021 | 2021                                            |                                                 | 24 378                                          | 24 378                                          |
| 2022 | 2022                                            |                                                 | 80 735                                          | 80 735                                          |
| Källa: Transportstyrelsens flygplatsstatistik. https://www.transportstyrelsen.se/sv/Luftfart/Statistik/Flygplatsstatistik-/ |                                                 |                                                 |                                                 |                                                 |